# Observatoire de physique du globe de Clermont-Ferrand
L'Observatoire de physique du globe de Clermont-Ferrand (OPGC) est un observatoire des sciences de l'univers (OSU) dépendant du Centre national de la recherche scientifique (CNRS) et de l’université Clermont-Auvergne (UCA). Fondé en 1876 par Émile Alluard sous le nom d'Observatoire du Puy de Dôme, il s'est nommé l'Institut et observatoire de physique du globe (IOPG) de 1921 à 1985. L'établissement est actuellement dirigé par Erwan Thébault.

## Histoire

### L'Observatoire du Puy de Dôme
C'est en mars 1869 qu'Émile Alluard formule le projet d'un observatoire météorologique au sommet du Puy de Dôme. À cette époque il n'en existe nulle part au monde, et Émile Alluard se heurte aux sarcasmes de la presse régionale. Il réunit des soutiens scientifiques, obtient en décembre 1871 un décret du Président de la République autorisant la construction et engageant la somme de 50 000 francs, puis en mars 1874 la déclaration d'utilité publique préalable aux expropriations. Le premier bâtiment est fonctionnel dès 1876 et terminé en novembre 1877. Un budget de fonctionnement de 5 500 francs par an est alloué par la Ville de Clermont, relayée deux ans plus tard par le Département du Puy-de-Dôme. Une station de plaine, installée parallèlement à Rabanesse et fonctionnelle depuis janvier 1874, est reliée à celle du Puy de Dôme par une ligne télégraphique, et échange les observations des deux stations avec celles de l'Observatoire de Paris ; elle abrite aussi le siège et les bureaux de l'Observatoire. Émile Alluard est bien sûr le premier directeur de l'Observatoire, lequel est rattaché à l'université. Il sera remplacé dans ces fonctions, lors de son départ à la retraite, par Louis Hurion (son successeur aussi dans la Chaire de physique).

### Direction
Les directeurs successifs de l'observatoire sont :
- Émile Alluard (1871-1886)
- Louis Huron (1887-1899)
- Bernard Brunhes (1900-1909)
- Émile Mathias (1910-1932)
- Gaston Grenet (1933-1947)
- Henri Dessens (1948-1969)
- Serge Godard (1970-1975)
- Philippe Waldteufel (1976-1981)
- Daniel Ramond (1982-1987)
- Jacques Kornprobst (1988-1998)
- Ariel Provost (1999-2003)
- Andréa Flossmann (2004-2010)
- Patrick Bachèlery (2011-2017)
- Nathalie Huret (2018-2022)
- Erwan Thébault (2023-)

## Structure, missions, personnels
L'OPGC regroupe : 
- deux laboratoires de recherche publics en sciences de l’univers :
  - le laboratoire Magmas et volcans (LMV), une unité mixte de recherche (UMR 6524) ;
  - le laboratoire de Météorologie physique (LaMP), une unité mixte de recherche (UMR 6016).
- des services d’observations : 

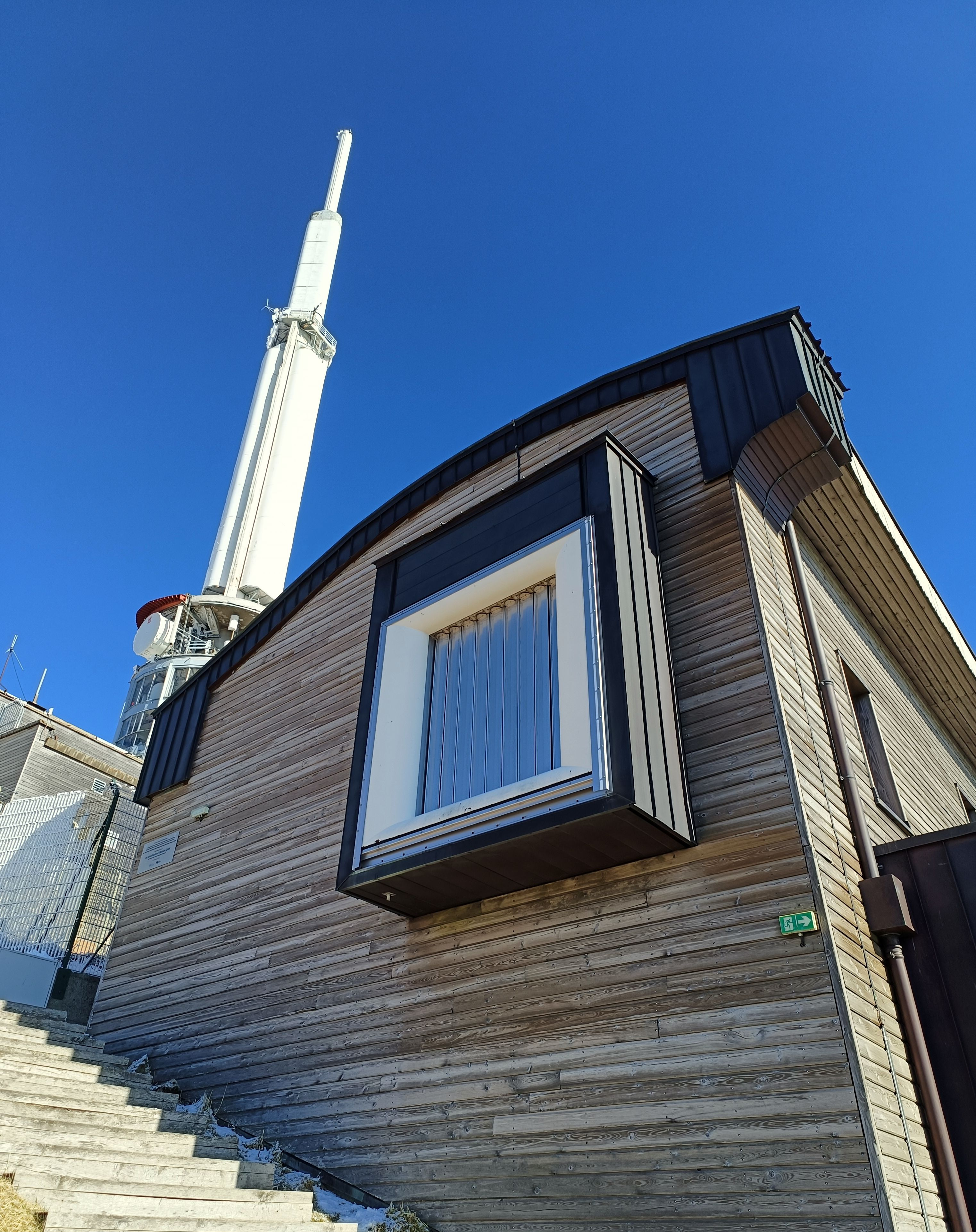
L'aspirateur à nuages de la station météo au sommet du Puy-de-Dôme.

  - L'aspirateur à nuages de la station météo au sommet du Puy-de-Dôme.service d'observation «COPDD » (Cézeaux Opme Puy de Dôme), avec 3 stations de mesures météorologiques dont celle située au sommet du puy de Dôme, qui a reçu en 2014 le label « Global Station » du programme Global Atmosphere Watch de l'Organisation météorologique mondiale[4] ;
  - service d'observation PAES « Pollution à l'échelle synoptique » ;
  - service d'observation « Réseaux sismologiques » ;
  - service d'observation « Pôle de télédétection des volcans » ;
  - « plateforme aéroportée » ;
  - « stations gravimétrie absolue ».
- une unité d'appui à la recherche (UAR 833), structure de gestion administrative de l'OPGC , ainsi que de développent technique (électronique, mécanique, informatique) pour les services d'observation et les instruments nationaux.

L’OPGC réalise des observations systématiques de phénomènes naturels (éruptions volcaniques, mesures physico-chimiques de l'atmosphère, séismes, certains paramètres météorologiques...). Ses données d'observation sont utilisées par la recherche fondamentale en sciences de la Terre et de l'atmosphère, et par les autorités civiles (à leur demande) en cas de crise naturelle (comme la crise  du volcan islandais Eyjafjallajökull). 

L'OPGC possède divers instruments de mesure dont un lidar, plusieurs radars (vent, précipitation, micro-rain), des GPS GNSS, des sondes météorologiques (P, T Hu, etc.), des enregistreurs sismiques... et un aspirateur à nuages.
Les chercheurs et enseignants-chercheurs de l’OPGC participent à l’enseignement des sciences de l’univers au sein de l’UFR Sciences et Technologies de l’université Clermont-Auvergne.